# Baijusi-Jangtse-Brücke
Die Baijusi-Jangtse-Brücke, chinesisch 白居寺长江大桥, ist eine Schrägseilbrücke über den Jangtse in der chinesischen Stadt Chongqing, welche die Stadtviertel Banan und Dadukou verbindet. Sie ist als Doppelstockbrücke ausgeführt, die eine Stadtautobahn in der oberen Etage überführt. Die untere Etage ist für eine zukünftige U-Bahn-Strecke der Chongqing Rail Transit vorgesehen. Der Bau der Brücke begann 2015, die Eröffnung fand am 24. Januar 2022 statt. 
Die gesamte Brücke ist 3,7 km lang, wobei die 1384 m lange Hauptbrücke eine Schrägseilbrücke mit einer Stützweite von 660 m ist. Sie wird von zwei 236 m hohen A-förmigen Pylonen getragen, deren räumliche mehrfach gekrümmte Betonkonstruktion an die Form eines Wassertropfens erinnert.    
Die Fahrbahnen werden von einem Stahlfachwerkträger mit trapezförmigem Querschnitt getragen. Auf der 38 m breiten Oberseite verläuft die Stadtautobahn mit je vier Fahrspuren pro Fahrrichtung, auf dem unteren 19,2 m breiten Brückendeck verläuft die Trasse der zukünftigen Linie 18 der U-Bahn.